# 245-я истребительно-бомбардировочная авиационная эскадрилья
245-я истребительно-бомбардировочная авиационная эскадрилья (сербохорв. 245. lovačko-bombarderska avijacijska eskadrila / 245. ловачко-бомбардерска авијацијска ескадрила) — авиационная эскадрилья военно-воздушных сил и войск ПВО СФРЮ. Образована в 1953 году на аэродроме Батайница как Учебная эскадрилья 44-й авиационной дивизии (сербохорв. Trenažna eskadrila 44. vazduhoplovne divizije / Тренажна ескадрила 44. ваздухопловне дивизије).

## История
Входила в состав 44-й дивизии, была оснащена учебными советскими Як-9 и боевыми югославскими Икарус С-49А. Расформирована в 1954 году и воссоздана в 1956 году, укомплектована югославскими учебными Аеро-2 и американскими реактивными учебными T-33A Shooting Star. В 1959 году в связи с планом реорганизации ВВС «Дрвар» получила название Эскадрилья лёгкой боевой авиации 1-го авиационного командования (сербохорв. Vazduhoplovna eskadrila lake borbene avijacije 1. vazduhoplovne komande / Ваздухопловна ескадрила лаке борбене авијације 1. ваздухопловне команде). С апреля 1961 года носила название 460-я эскадрилья лёгкой боевой авиации (сербохорв. 460. eskadrila lake borbene avijacije / 460. ескадрила лаке борбене авијације). В том же году укомплектована вместо старых самолётов новыми учебными Soko 522. С 1967 года использовала Soko J-20 Kraguj в качестве самолётов для перехвата вражеских разведчиков. С 1965 года входила в 109-й истребительно-бомбардировочный авиационный полк, штабом с 1964 года служила авиабаза Церкле.
В 1973 году оборудование эскадрильи передали 466-й и 467-й эскадрильям лёгкой боевой авиации. С 29 августа 1973 года эскадрилья носила имя 460-я истребительно-бомбардировочная авиационная эскадрилья (сербохорв. 460. lovačko-bombarderska avijacijska eskadrila / 460. ловачко-бомбардерска авоијацијска ескадрила), оснащена югославскими отечественными лёгкими штурмовиками Soko J-21 Jastreb. Согласно приказу от 7 апреля 1975 года получила 245-й номер. Приказом от 5 мая 1980 года сменила базу с Церкле на Мостар и приписана к Центру обучения пилотов зарубежных ВВС.
На замену штурмовикам типа «Ястреб» пришли учебные самолёты Г-2 Галеб. Основной задачей эскадрильи стала подготовка лётчиков ВВС Ливии. После роспуска в 1988 году центра 245-я эскадрилья вошла в состав 107-го полка, где была с марта по сентябрь. С сентября 1988 года была в составе 701-й авиационной бригады вместе с 252-й истребительно-бомбардировочной эскадрильей и 350-й разведывательной авиационной эскадрильей. После роспуска в 1990 году 701-й авиационной бригады 245-я истребительно-бомбардировочная эскадрилья также была расформирована. Её личный состав и оборудование остались за 240-й истребительно-бомбардировочной авиационной эскадрильей.

## В составе
- 44-я авиационная дивизия[англ.] (1953—1954, 1956—1959)
- 1-е авиационное командование[англ.] (1959—1964)
- 109-я истребительно-бомбардировочный авиационный полк[англ.] (1965)
- 16-я авиационная бригада (1966)
- 82-я авиационная бригада[англ.] (1966—1980)
- Центр обучения лётчиков зарубежных ВВС (1980—1988)
- 107-й смешанный авиационный полк (1988)
- 701-я авиационная бригада[англ.] (1988—1990)

## Предыдущие наименования
- Учебная эскадрилья 44-й авиационной дивизии (1953—1954, 1956—1959)
- Эскадрилья лёгкой боевой авиации 1-го воздушного командования (1959—1961)
- 460-я эскадрилья лёгкой боевой авиации (1961—1975)
- 460-я истребительно-бомбардировочная авиационная эскадрилья (1973—1975)
- 245-я истребительно-бомбардировочная авиационная эскадрилья (1975—1990)

## Авиабазы
- Батайница (1953—1954, 1956—1964)
- Плесо (1964)
- Церкле[англ.] (1964—1980)
- Мостар (1980—1990)

## Авиапарк
- Як-9У (1953—1954)
- Икарус С-49А (1953—1954)
- T-33A Shooting Star (1956—1961)
- Икарус Аеро 2B/C[англ.] (1956—1961)
- Соко 522 (1961—1967)
- СОКО Ј-20 Крагуј (1967—1973)
- СОКО Ј-21 Јастреб (1973—1980)
- СОКО Г-2 Галеб (1980—1990)